# Cnemaspis kandiana
Cnemaspis kandiana is een hagedissensoort die behoort tot de gekko's (Gekkota) en de familie Gekkonidae.

## Naam en indeling
De wetenschappelijke naam van de soort werd voor het eerst voorgesteld door Edward Frederick Kelaart in 1852; oorspronkelijk onder de naam Gymnodactylus kandianus. De hagedis werd eerder aan andere geslachten toegekend, zoals Gymnodactylus en Gonatodes.
De soortaanduiding kandianus verwijst naar een deel van het verspreidingsgebied; Kandy.

## Verspreiding en habitat
De soort komt voor in delen van Azië en leeft endemisch in Sri Lanka. Hoewel ze over een vrij klein gebied verspreid is, komt ze op sommige plaatsen in de Centrale Provincie veel voor; de meeste specimens zijn aangetroffen in het district Kandy. De habitat bestaat uit vochtige tropische en subtropische laaglandbossen. De soort is aangetroffen op een hoogte van ongeveer 400 tot 700 meter boven zeeniveau. De gekko leeft in rotsholtes, bomen met losse schors en komt ook voor in huizen.

## Beschermingsstatus
Door de internationale natuurbeschermingsorganisatie IUCN is de beschermingsstatus 'veilig' toegewezen (Least Concern of LC).